# Frontodexia lutea
Frontodexia lutea är en tvåvingeart som beskrevs av Louis-Paul Mesnil 1976. Frontodexia lutea ingår i släktet Frontodexia och familjen parasitflugor.
Artens utbredningsområde är Madagaskar. Inga underarter finns listade i Catalogue of Life.